# Lilija (simbol)
Lilija oziroma fleur-de-lis (črkovano tudi kot fleur-de-lys; v francoščini dobesedno 'cvet lilije') je svetovno prepoznaven simbol, ki se ga uporablja predvsem v heraldiki sicer pa tudi kot okrasni element, v logotip ter raznih znakih.
Lilija je bila in je prisotna v heraldiki številnih evropskih narodov, posebno pa je povezana s Francijo kot osrednji simbol v ščitu grbov kraljevih Bourbonov in Orléanskih v dobi kraljevine. Zlasti v francoski heraldiki je lilija imela hkrati verski, politični, dinastični, umetniški, simbolni pomen. Znane so tudi upodobitve lilije ob mnogih svetnikih, na primer kot atribut svete Marije in svetega Jožefa, večinoma pa se je pojavljala ob upodobitvah francoskih svetnikov.
Fleur-de-lis je v Unicode predstavljena z U+269C ⚜ v bloku Razni simboli.

## Izvor
Na splošno velja, da je lilija stilizirana različica vrste Iris pseudacorus (rumena ali vodna perunika) ali Iris florentina (belocvetna perunika). Vendar pa sta lilija (rod lilium, družina Liliaceae) in perunika (družina Iridaceae) dve različni rastlini, filogenetsko in taksonomsko nepovezani. Lilija (v italijanščini giglio) je ime, ki se običajno povezuje s stilizirano rožo v firenškem grbu.
Okrasni ornamenti, ki spominjajo na lilije, so se pojavljali v umetninah iz najzgodnejših človeških civilizacij. Po Pierre-Augustinu Boissierju de Sauvagesu, francoskem naravoslovcu in leksikografu iz 18. stoletja:
 Stare lilije, zlasti tiste, ki jih najdemo v žezlih naših prvih kraljev, imajo veliko manj skupnega z navadnimi lilijami kot rože, imenovane flambas [v okcitanščini] ali perunike, iz katerih izvira ime naše fleur-de-lis. Kar daje nekaj resnice tej hipotezi, ki smo jo že postavili, je dejstvo, da so Francozi ali Franki, preden so vstopili v samo Galijo, dolgo časa živeli okoli reke Lys v Flandriji. Danes je ta reka še vedno obrobljena z izjemnim številom perunik — saj mnoge rastline rastejo stoletja na istih mestih —: te perunike imajo rumene cvetove, kar ni tipična značilnost lilij, ampak fleur-de-lis. Zato je bilo razumljivo, da so se naši kralji, ko so morali izbrati simbolično podobo za to, kar je pozneje postal grb, osredotočili na peruniko, rožo, ki je bila pogosta okoli njihovih domov in je prav tako lepa kot izjemna. Imenovali so jo na kratko lis, namesto fleurs-de-lis. Ta roža ali perunika je podobna našemu fleurs-de-lis ne samo zaradi svoje rumene barve, temveč tudi zaradi svoje oblike: od šestih cvetnih listov, ki jih ima, so trije izmenično ravni in se stikajo na vrhu. Ostali trije na nasprotni strani se upognejo navzdol, tako da se zdi, da srednji tvori eno s pecljem in se jasno vidita samo tista, ki sta obrnjena navzven z leve in desne, kar je spet podobno pri naših fleurs-de-lis, tj. je namreč izključno tista iz reke Luts, katere beli lističi se prav tako upognejo navzdol, ko cvet cveti.
Znano je, da je heraldik François Velde izrazil enako mnenje:
 Vendar pa se hipoteza, postavljena v 17. st. meni sliši zelo verjetna. Ena vrsta divje perunike, Iris pseudacorus, rumena perunika, je rumena in raste v močvirjih. Njeno ime v nemščini je Lieschblume (tudi gelbe Schwertlilie), vendar se je 'fleur-de-lis' v srednjem veku pisalo tudi Lies in Leys. Zlahka si je predstavljati, da bi v severni Franciji Lieschblume imenovali 'fleur-de-lis'. To bi pojasnilo ime in formalni izvor dizajna, kot je stilizirana rumena perunika. Obstaja domiselna legenda o Klodviku, ki rumeno peruniko izrecno povezuje s francoskim grbom.

### Podobne izpeljave
Druga (razpravljana) hipoteza je, da simbol izhaja iz frankovskega angona ali žela, ki je bilo zelo tipično frankovsko kopje za metanje.
Verjetno izpeljani simbol Frankovske kraljevine je bila čebela, podobne oblike, kot je bila najdena v grobu Hilderika I., čigar kraljevi sedež oblasti nad Salijskimi Franki je imel sedež v dolini Lys.
Druge domiselne razlage vključujejo obliko, ki se je razvila iz podobe spuščajočega se goloba, simbola Svetega Duha.
- Zlate čebele/muhe, odkrite v grobnici Hilderika I. leta 1653
- Pečat Filipa Avgusta (1180)
- Zakoni Hywela Dda, valižanski kralj 'Hywel Dobri', ki drži žezlo z lilijo (sredina 13. stoletja)

### Uporaba v antiki
Lilija se je razširjeno uporabljala kot kraljevi emblem, čeprav so različne kulture njen pomen razlagale na različne načine. Na zahodu so že na galskih kovancih  prikazani lilijam podobni simboli, na vzhodu pa je bila lilija prepoznana na čeladi skitskega kralja, odkriti v kurganu Ak-Burun in shranjeni v muzeju Ermitaž v Sankt Peterburgu.

## Raba po državah

### Albanija
V Albaniji so lilijo (albansko: Lulja e Zambakut) vedno povezovali s plemiško hišo Topia. Po osmanski osvojitvi Albanije je spreobrnjena muslimanska veja družine Toptani simbol opustila.

### Bosna in Hercegovina
Lilija je bila tudi simbol rodbine Kotromanić, vladarske hiše v srednjeveški Bosni, domnevno v znak priznanja kapetske hiše Anžu, kjer je lilija obravnavana kot Lilium bosniacum. Danes je lilija nacionalni simbol Bošnjakov.
Grb srednjeveškega kraljestva Bosne je vseboval šest lilij, ki jih razumemo kot domačo bosansko ali zlato lilijo, Lilium bosniacum. Simbol je bil leta 1992 ponovno uveljavljen kot državni simbol Republike Bosne in Hercegovine in je bil prisoten na zastavi Bosne in Hercegovine od 1992 do 1998.
Leta 1999 so bili državni simboli spremenjeni. Nekdanja zastava Federacije Bosne in Hercegovine poleg hrvaške šahovnice vsebuje lilijo. Rože se pojavljajo tudi na zastavah in grbih številnih kantonov, občin, mest in krajev. Še vedno se uporablja kot uradna insignija bošnjaškega polka oboroženih sil Bosne in Hercegovine.

### Brazilija
V Braziliji ima mesto Joinville na zastavi in grbu tri rdeče lilije, okrašene z oznako treh pik. mesto je poimenovano po Françoisu d'Orléansu, princu Joinvilla, sinu francoskega kralja Ludvika-Filipa I., ki se je leta 1843 poročil z brazilsko princeso Francisco.

### Francija
Grafični razvoj lilije je spremljala besedilna alegorija. V poznem 13. stoletju je alegorična pesnitev Guillauma de Nangisa († 1300), napisana v opatiji Joyenval v Chambourcyju, pripovedovala, kako so zlate lilije na azurni podlagi čudežno nadomestile polmesece na Klodvikovem ščitu, pogled v preteklost sodobnih podob heraldike.
Simbolični izvor lilije pri francoskih monarhih morda izhaja iz krstne lilije, uporabljene pri kronanju kralja Klodvika I. Francoska monarhija je morda sprejela lilijo za svoj kraljevi grb kot simbol čistosti v spomin na spreobrnitev Klodvika I. in kot spomin na ampulo, ki je vsebovala olje, ki je bilo uporabljeno pri maziljenju kralja. Torej je lilija simbolizirala kraljevo božansko odobreno pravico do vladanja. Tako »maziljeni« francoski kralji so pozneje trdili, da je njihova oblast neposredno od Boga.
O ampuli obstaja legenda, ki mistiko kraljevine krepi s pripovedovanjem, da se je steklenička z oljem – Sveta ampula – spustila z nebes, da bi mazilila in posvetila Klodvika za kralja. Tako naj bi se v eni različici spustila neposredno na Klodvika, v drugi različici naj bi ampulo svetemu Remigiju prinesel golob, spet druga različica pa pojasnjuje, da je ampulo prinesel angel z neba. Druga zgodba pripoveduje, da si je Klodviku tik pred svojo zmago v bitki pri Vouilléju dal v čelado rožo. Skozi to propagandno povezavo s Klodvikom je bila lilija retrospektivno vzeta kot simbol vseh krščanskih frankovskih kraljev, predvsem Karla Velikega.
V 14. stoletju so francoski pisci trdili, da je francoska monarhija, ki se je razvila iz kraljestva Zahodnih Frankov, lahko izsledila svojo dediščino nazaj do božanskega darila kraljevega grba, ki ga je prejel Klodvik. Ta zgodba je ostala priljubljena, čeprav je sodobna stroka ugotovila, da je bila lilija verski simbol, preden je postala pravi heraldični simbol. Poleg pravih lilij so ga povezovali z Devico Marijo, v 12. stoletju pa sta Ludvik VI. in Ludvik VII. emblem začela bolj uporabljati, na primer na žezlih, tako da sta svojo vladavino povezala z lilijo kot simbolom svetosti in božje pravice. Ludvik VII. je leta 1179 ukazal uporabo oblačil lilijami za kronanje svojega sina Filipa, medtem ko prvi vizualni dokaz o jasni heraldični uporabi izvira iz leta 1211: pečat, ki prikazuje bodočega Ludvika VIII. in njegov ščit, posut z »rožami«. Do poznega 14. stoletja je bil francoski kraljevi grb Azure semé-de-lis Or (z zlatimi lilijami posejan moder ščit), vendar je Karel V. Francoski okoli leta 1376 spremenil število lilij v grbu na zgolj tri. Ta dva grba sta v francoski heraldični terminologiji znana kot France Ancient in France Moderne.
V času vladavine kralja Ludvika IX. (sv. Ludvik) naj bi trije cvetni listi rože predstavljali vero, modrost in viteštvo ter bili znak božanske naklonjenosti Franciji. Stoletje kasneje se je tradicija simbolizma Trojice uveljavila v Franciji in se nato razširila drugam.
Kralj Karel VII. je 29. decembra 1429 poplemenitil družino Ivane Orleanske z dedno simbolično denominacijo. V Franciji je bila 20. januarja 1430 registrirana določitev družine za plemiško. Dotacija je družini omogočila spremembo priimka v du Lys.

#### Angleška pretenzija
Leta 1328 je angleški kralj Edvard III. podedoval pretenzijo po francoski kroni in okoli leta 1340 združil France Ancient  z grbom Plantagenetov, kot »grb pretenzije«. Potem ko so francoski kralji sprejeli France moderne, so tudi angleški kralji okoli leta 1411 v grb umestili polje s tremi lilijami. Angleški ter pozneje britanski vladarji so v kvadriranem grbu uporabljali tri lilije vse do leta 1801, ko je Jurij III. Britanski opustil svojo formalno zahtevo po francoskem prestolu.

#### France moderne
France moderne je do francoske revolucije ostal francoski kraljevi standard ter na belem ozadju služil kot državna zastava, ki jo je ob revoluciji nadomestila trobojnica današnje Francije. Lilija se je na francosko zastavo vrnila leta 1814, vendar je bila ponovno odstranjena po revoluciji leta 1830 proti Karlu X. Francoskemu. V zelo nenavadnem obratu dogodkov po koncu drugega francoskega cesarstva, kjer je zastava očitno vplivala na potek zgodovine, je bil Henriku, grofu Chambordskemu ponujen prestol francoskega kralja, ki je bil ponudbo pripravljen sprejeti zgolj pod pogojem, da se Francija odpove trobojnici ter ponovno prevzame belo zastavo z lilijami. Njegov pogoj je bil zavrnjen in Francija je ponovno postala republika.
Medtem ko se je lilija skozi stoletja pojavljala na neštetih evropskih grbih in zastavah, je v zgodovinskem kontekstu še posebej povezana s francosko monarhijo in se še vedno pojavlja v grbu španskega kralja (iz francoske hiše Bourbon), velikega vojvode Luksemburga in članih rodbine Bourbon. Ostaja trajen simbol Francije, ki se pojavlja na francoskih poštnih znamkah, čeprav ga nobena francoska republika ni nikoli uradno sprejela. Po mnenju francoskega zgodovinarja Georgesa Dubyja trije cvetni listi predstavljajo tri srednjeveške družbene stanove: meščane, plemstvo in duhovščino.

#### Današnja uporaba
Čeprav je izvor lilije nejasen, je ohranil povezavo s francoskim plemstvom. Pogosto se uporablja v emblemih francoskih mest, na primer v grbu mest Lille, Saint-Denis, Brest, Clermont-Ferrand, Boulogne-Billancourt in Calais. Nekatera mesta, ki so bila še posebej zvesta francoski kroni, so bila nagrajena s heraldično povečavo dveh ali treh lilij na vrhu svojega grba; taka mesta so med drugim Pariz, Lyon, Toulouse, Bordeaux, Reims, Le Havre, Angers, Le Mans, Aix-en-Provence, Tours, Limoges, Amiens, Orléans, Rouen, Argenteuil, Poitiers, Chartres in Laon. Lilija je bila simbol Île-de-France, jedra francoskega kraljestva. Pojavila se je na grbih drugih zgodovinskih francoskih provinc, vključno z Burgundijo, Anžujem, Pikardijo, Berryjem, Orléanaisom, Bourbonnaisom, Maineo, Touraine, Artoisom, Dauphinéom, Saintongeo in grofijo La Marche. Številni sedanji francoski departmaji uporabljajo simbol na svojih grbih kot izraz te dediščine.
Lilija se pojavi na grbu Guadeloupa, čezmorskega departmaja Francije v Karibih, Saint Barthélemyja, čezmorske skupnosti Francije in Francoske Gvajane. Čezmorski departma Réunion v Indijskem oceanu uporablja isto funkcijo. Pojavi se na grbu Port Louisa, glavnega mesta Mavricija, ki je dobil ime v čast kralja Ludvika XV. Na grbu Svete Lucije predstavlja francosko dediščino države.

### Italija in Apeninski polotok
V Italiji je lilija, imenovana giglio bottonato, znana predvsem po grbu Firenc, na katerem so med cvetnimi listi lilije vedno nameščeni prašniki. Atribut, ki je bil prvotno srebrn na rdečem polju, je postal standard vladarske stranke v Firencah (parte ghibellina), zaradi česar je mestna vlada, ki je ohranila neomajno gvelfsko držo, močno nasprotovala vladarskim zahtevam mestnim državam, da obrnejo barvni vzorec v končno rdečo lilijo na srebrnem polju; ta heraldični atribut je postal znan kot florentinska lilija, da se razlikuje od običajne oblike brez prašnikov. Kot simbol mesta ga zato najdemo na ikonah Zenobija, prvega firenškega škofa in ga povezujemo z zavetnikom Firenc, svetim Janezom Krstnikom v florentinskem fiorinu. Več mest, ki so jih podjarmile Firence ali so bila ustanovljena na ozemlju Florentinske republike, je v svojem grbu imelo florentinsko ali običajno lilijo.
V Italiji so lilije uporabljali za nekatere papeške krone in grbe, parmski vojvode Farnese in nekateri beneški doži.

### Kanada
Kraljeva zastava Francije ali »Bourbonska zastava«, ki je simbolizirala kraljevo Francijo, je bila najpogosteje uporabljena zastava v Novi Franciji. »Bourbonska zastava« ima tri zlate lilije na modrem polju, razporejene dva in ena. Lilija je bila vidna tudi na valuti Nove Francije, ki se pogosto imenuje »kartični denar«. Beli francoski kraljevi prapor je uporabljala vojska Nove Francije in je bil viden na mornariških plovilih in utrdbah Nove Francije. Po padcu Nove Francije pod Britanski imperij je lilija ostala prisotna na cerkvah in je ostala del francoske kulturne simbolike. Mnogim francosko govorečim Kanadčanov lilija ostaja simbol njihove francoske kulturne identitete. Québéčani, Franco-Ontarci, Franco-Ténojci in Franco-Albertanci, imajo na svojih zastavah lilijo.
Lilija, kot tradicionalni kraljevi simbol v Kanadi, je bila vključen v številne nacionalne simbole, pokrajinske in občinske simbole, kanadsko rdečo zastavo, ki je služila kot pomorska zastava in civilna zastava za Kanado od 1892 do 1965 in pozneje. kot neformalna zastava Kanade pred letom 1965 je na modrem ozadju vsebovala tradicionalno številko treh zlatih cvetov lilije. Kanadski grb je v vseh svojih različicah uporabljal lilijo, začenši z letom 1921, v poznejših različicah pa se »Bourbonska zastava«  pojavlja na dveh mestih znotraj grba. Kanadski kraljevi monogram in grb Kanade prikazujeta krono svetega Edvarda, ki vsebuje pet kavalirskih križev in štiri lilije. Lilije so prikazane tudi na osebni zastavi, ki jo uporablja kanadski kralj. Lilija je prikazana na zastavi Quebeca, znani kot Fleurdelisé, poleg tega pa tudi na zastavah mest Montreal, Sherbrooke in Trois-Rivières.

### Litva
Zasnova grba Jurbarkas naj bi izvirala iz grba hiše Sapieha, litovske plemiške družine, ki je bila odgovorna za to, da je Jurbarkas leta 1611 prejel mestne pravice in grb.
Zasnova s tremi lilijami na grbu Jurbarkas je bila ukinjena v zadnjih letih poljsko-litovske skupne države, a uradno obnovljena leta 1993 po ponovni vzpostavitvi neodvisnosti današnje Litve. Pred obnovo je bilo obnovljenih in ukinjenih več različic modelov, kot je uporaba ene nad dvema lilijama. Prvotna različica dva na eno je bila za kratek čas ponovno sprejeta leta 1970 med sovjetsko okupacijo, a istega leta ukinjena.

### Malta
V osebnem grbu velikega mojstra Alofa de Wignacourta, ki je vladal Malti med letoma 1601 in 1622, so se pojavile tri lilije. Podoben grb je imel tudi njegov nečak Adrien de Wignacourt, ki je bil od 1690 do 1697 sam veliki mojster.
Malteško mesto Santa Venera ima na svoji zastavi in grbu tri rdeče lilije. Izhajajo iz slavoloka, ki je bil del akvadukta Wignacourt, ki je imel na vrhu tri izklesane lilije, saj so bili heraldični simboli Alofa de Wignacourta, velikega mojstra, ki je financiral njegovo gradnjo. Drugo predmestje, ki se je razvilo okoli tega območja, je postalo znano kot Fleur-de-Lys, na zastavi in grbu pa ima tudi rdečo lilijo.

### Slovenija
V Sloveniji se lilija pojavi na grbih Občine Laško in Krajevne skupnosti Petrovče, na grbu Občine Moravče pa je prisotna pol-lilija, ki raste iz trdnjave. Izven heraldike se simbol kot kranjska lilija pojavi tudi v logotipu Združenja slovenskih katoliških skavtinj in skavtov (ZSKSS) kot simbol skavtov, medtem ko skavtinje predstavlja detelja.

### Združene države Amerike
Lilija je v Novi svet prispela v dobi odkritij, zlasti s francoskimi naseljenci. Njena prisotnost na severnoameriških zastavah in grbih običajno spominja na sodelovanje francoskih naseljencev v Novi Franciji zavednega mesta ali regije, v nekaterih primerih pa na stalno prisotnost prebivalstva, ki izvira iz takih naseljencev.
V ZDA se simboli lilije po navadi nahajajo ob rekah Misisipi in Missouri,tj. območju močne poselitve francoskega kolonialnega imperija. Nekateri kraji, ki imajo lilije v svoji zastavi ali pečatu, so mesta Baton Rouge, Detroit, Lafayette, Louisville, Mobile, New Orleans, Ocean Springs in St. Louis. 9. julija 2008 je guverner Louisiane Bobby Jindal podpisal zakon, s katerim je lilija postala uradni simbol države. Po orkanu Katrina 29. avgusta 2005 se lilija pogosto uporablja v New Orleansu in po vsej Louisiani kot simbol lokalne podpore okrevanju New Orleansa. Grb St. Augustina na Floridi ima lilijo v prvem polju kvadriranega ščita zaradi povezave z hugenoti. Več okrajev ima zastave in pečate, ki temeljijo na britanskem kraljevem grbu pred letom 1801, ki je vključeval lilije. To so okrožje King George v Virginiji in okrožje princa Georgea, okrožje Somerset, okrožje Kent in okrožje Montgomery v Marylandu. Postala je tudi simbol identitete kreolskega ljudstva Cajuns in Louisiane ter njihove francoske dediščine.

### Združeno kraljestvo
Lilije imajo vidno mesto v kronskih draguljih Anglije in Škotske. V angleški heraldiki se uporabljajo na veliko različnih načinov in so lahko oznaka kadence šestega sina. Poleg tega se lilija pojavi v mnogih kraljevih grbih družine Plantagenet, od 13. stoletja naprej do zgodnjih Tudorjev (Elizabeta Yorška in družina de la Pole).
Cvetlična obroba je od Jakoba I. Škotskega pomemben del škotskega kraljevega grba in kraljevega prapora.
Dragoceno lilijo, ki jo zahteva

da ovenča svoj ščit, že od kraljevega Jakoba

    — Sir Walter Scott, The Lay of the Last Minstrel
V Združenem kraljestvu se lilija že več sto let pojavlja v uradnem grbu Norroyja. Srebrna lilija na modrem polju je grb baronov Digby.
V angleški in kanadski heraldiki je lilija znak kadence šestega sina.
Lilija je prisotna tudi na grbu škotskih klanov Carruthers (dve zlati škarnici med tremi zlatimi lilijami) in Brouns/Browns (na rdečem polju zlata škarnica med zlatimi lilijami).

### Druge države, mesta in osebni simboli
Lilije so se pojavile tudi v mnogih drugih državah, npr. v Španiji zaradi Burbonskih vladarjev, v Romuniji na kovancih, ki so bili kovani med vladavino kneza Petra I. Moldavskega, v Nemčiji npr. na grbih tako plemiških kot neplemiških družin, katerih primer je srednjeveška bančna družina Fugger, ter še v mnogih drugih državah.
Beloruska skavtska in vodniška organizacija ob ohranjanju tradicije preteklosti kot simbol uporablja lilijo.
V Ukrajini je zunanja obveščevalna služba uporabila emblem z grbom Ukrajine v povezavi s štirimi zlatimi lilijami, skupaj z geslom Omnia, Vincit, Veritas.
Heraldična lilija je še vedno zelo razširjena: med številnimi mesti, ki jo uporabljajo kot simbol, so nekatera, katerih ime odmeva besedo lilija, na primer Liljendal na Finskem in Lelystad na Nizozemskem. Drugi evropski primeri občinskih grbov z lilijami so Lincoln v Angliji, Morcín v Španiji, Wiesbaden in Darmstadt v Nemčiji, Skierniewice na Poljskem in Jurbarkas v Litvi. Tudi švicarska občina Schlieren in estonska občina Jõelähtme uporabljata lilije na svojih grbih.

## Simbolična uporaba
Lilijo je danes mogoče zaslediti s simboliko prisotnosti heraldike v vsakdanjem življenju, ki je navadno namenska, čeprav se včasih uporabniki njenega pomena večstoletne zgodovine simbolov in emblemov ne zavedajo.

## V religiji in umetnosti
V srednjem veku so se simboli lilije razširjeno pojavljali v krščanski verski umetnosti. Zgodovinar Michel Pastoureau pravi, da so se do približno leta 1300 pojavljale na upodobitvah Jezusa, vendar so postopoma prevzele marijansko simboliko ter povezavo s Salomonovo »lilijo med trnjem« (lilium inter spinas) iz Salomonove pesmi, ki se razume kot sklicevanje na Marijo. Drugi sveti spisi in verska literatura, v katerih lilija simbolizira čistost in čednost, je prav tako pomagala uveljaviti rožo kot ikonografski atribut Device. Razširjeno prepričanje je bilo tudi, da lilija predstavljajo Sveto Trojico.
V srednjeveški Angliji je od sredine 12. stoletja pečat plemkinje pogosto prikazoval damo z lilijo, kar je izviralo iz marijanskih konotacij »ženske vrline in duhovnosti«. Podobe Marije, ki drži rožo, so se prvič pojavile v 11. stoletju na kovancih, ki so jih izdale stolnice, posvečene njej, in nato na pečatih kapitljev, začenši z Notre Dame de Paris leta 1146. Standardna upodobitev je bila Marija, ki nosi rožo v svoji desnici, tako kot je prikazana na kipu Pariške Device te cerkve (z lilijo) in v središču vitraja (z žezlom z lilijo) nad njenim glavnim vhodom. Rože so lahko »preproste lilije, včasih vrtne lilije, včasih prave heraldične fleur-de-lis«. Kot atribute Madone jih pogosto vidimo na slikah Marijinega oznanjenja, zlasti na slikah Sandra Botticellija in Filippa Lippija. Lippi obe roži uporablja tudi v drugih sorodnih kontekstih: na primer v svoji Madoni v gozdu.
Trije cvetni listi heraldičnega motiva odražajo razširjeno povezavo s Sveto Trojico, s pasom na dnu, ki simbolizira Marijo. Izročilo pravi, da brez Marije ni mogoče razumeti Trojice, saj je ona rodila Sina. Tradicija, ki sega v Francijo iz 14. stoletja, je dodala prejšnje prepričanje, da predstavljajo tudi vero, modrost in viteštvo. Druga možnost je, da lahko na vrvico gledamo kot na predstavljanje ene božanske snovi (božanstva) treh Oseb, ki jih povezuje skupaj.
Simbolika »rože svetlobe« je bila včasih razumljena iz arhaične različice fleur-de-luce (glej latinsko lux, luc- = svetloba), vendar slovar Oxford English Dictionary nakazuje, da je to izhajalo iz črkovanja, ne iz etimologije.

## V arhitekturi
V gradbeništvu in arhitekturi je lilija pogosto prisotna na vrhovih železnih stebrov ograje kot poudarjena obramba pred vsiljivci. Lahko okrasi katero koli konico ali drog z okrasnim poudarkom, na primer na fialah, krakih križa ali konici zatrepa. Lilija je lahko vgrajena v frize ali konzole, čeprav razlike med lilijami, fleuroni in drugimi stiliziranimi cvetovi niso vedno jasne. Lahko se uporabljajo tudi kot motiv v vzorcih. Na stavbi se lahko pojavi iz heraldičnih razlogov, na primer na nekaterih angleških cerkvah, kjer je dizajn poklon lokalnemu gospodarju, ki je rožo uporabil na svojem grbu. Drugje se zdi, da je učinek zgolj vizualen, na primer zobčenje na muslimanski mošeji-medresi sultana Hasana iz 14. stoletja v Kairu. Videti ga je mogoče tudi na vratih hindujskega templja Padmanabhaswamy iz 16. stoletja v Kerali v Indiji.